# Mirta Goldberg
Mirta Elena Goldberg (Buenos Aires, 11 de julio de 1945) es una docente y escritora argentina. Licenciada en Ciencias de la Educación principalmente reconocida por sus aportes a la educación, desde producciones literarias como libros y canciones, hasta la producción de contenidos y conducción de programas de TV y radio.
Es autora de numerosos libros de texto escolares desde hace 30 años, coautora del libro “La aventura de la cooperación” y es una gran impulsora de la introducción del cooperativismo y sus valores en las aulas.
Estimular la cooperación implica contribuir al desarrollo y la maduración. Ver al otro, comprender su punto de vista, dialogar, escuchar, esperar. Todo esto contribuye a la progresiva acción de superar posiciones centradas en sí mismo, egocéntricas. La enseñanza de valores en la escuela no se propone como conocimiento intelectual. Lo importante es pasar del pensamiento a la acción. Traducir en actitudes, conductas, vivenciarlas y hacerlas conscientes.
Fue organizadora, junto con el Banco Credicoop, de los concursos sobre cooperativismo en escuelas primarias públicas, privadas y especiales de todo el país, para alumnos de 5.º, 6.º y 7.º grado, y que son auspiciados por el Ministerio de Educación de la Nación, la Secretaría de Educación del Gobierno de la Ciudad de Buenos Aires y la Dirección de Cultura y Educación de la provincia de Buenos Aires.
Conduce desde 2002 el programa de Canal 7 "Caminos de tiza", un programa dirigido a la comunidad educativa, tanto padres, docentes de todos los niveles y estudiantes de carreras pedagógicas.

## Participación en medios gráficos, radiales, televisivos y digitales
| Año        | Programa             | Medio Radio/TV                     | Rol                     |
| ---------- | -------------------- | ---------------------------------- | ----------------------- |
| 1990-2001  | Caminos de Tiza      | Radio Del Plata/Libertad/Municipal | Conducción              |
| 2002 - Hoy | Caminos de Tiza      | TV Pública                         | Conducción              |
| 2010       | Noticiero TV Pública | TV Pública                         | Columnista de Educación |
| 2002 - Hoy | Columna de Educación | Página/12                          | Columnista              |

## Producciones audiovisuales
| Año  | Nombre                              | Soporte |
| ---- | ----------------------------------- | ------- |
| 2002 | ¡Viva la escuela! - Caminos de Tiza | CD      |

## Publicaciones
A lo largo de su carrera publicó los siguientes libros:
| Año  | ISBN              | TÍTULO                                       | EDITORIAL                                                 |
| 1986 | 978-950-9003-64-4 | Trampolín lectoescritura                     | Aique                                                     |
| 1987 | 978-950-9003-28-6 | En puntas de pie                             | Aique                                                     |
| 1987 | 978-950-9003-29-3 | Viento en popa                               | Aique                                                     |
| 1987 | 978-950-9732-47-6 | Cuidar es querer                             | Coquena Grupo Editor-Libros del Quirquincho               |
| 1988 | 978-950-9003-82-8 | Viento en popa                               | Aique                                                     |
| 1988 | 978-950-9732-38-4 | Quién soy?                                   | Coquena Grupo Editor-Libros del Quirquincho               |
| 1990 | 978-950-701-032-3 | Guía para el docente                         | Aique                                                     |
| 1992 | 978-950-701-010-1 | Nuevo viento en popa 2                       | Aique                                                     |
| 1992 | 978-950-701-078-1 | Viento en popa 3                             | Aique                                                     |
| 1993 | 978-950-701-172-6 | El Trébol azul                               | Aique                                                     |
| 1993 | 978-950-701-183-2 | Cuatro bajitos y un duque                    | Aique                                                     |
| 1993 | 978-950-701-194-8 | Guía para el maestro 1.º grado               | Aique                                                     |
| 1993 | 978-950-9003-87-3 | Nuevo viento en popa 1                       | Aique                                                     |
| 1994 | 978-950-701-009-5 | Nuevo viento en popa 1                       | Aique                                                     |
| 1994 | 978-950-701-011-8 | Nuevo viento en popa 2                       | Aique                                                     |
| 1994 | 978-950-701-069-9 | Nuevo viento en popa 3                       | Aique                                                     |
| 1994 | 978-987-95058-0-9 | Osito mimo upalala                           | Cuentos de la Tía Bettina                                 |
| 1994 | 978-987-95058-1-6 | Tin ton, tintero                             | Cuentos de la Tía Bettina                                 |
| 1995 | 978-950-701-070-5 | Nuevo viento en popa 3                       | Aique                                                     |
| 1995 | 978-950-701-310-2 | Los Trotajuegos                              | Aique                                                     |
| 1995 | 978-950-701-311-9 | Los Trotajuegos                              | Aique                                                     |
| 1995 | 978-950-701-312-6 | Los Trotajuegos                              | Aique                                                     |
| 1995 | 978-950-701-316-4 | El trébol azul - Guía para el docente        | Aique                                                     |
| 1995 | 978-987-95490-3-2 | La aventura de leer                          | Unicef Argentina                                          |
| 1996 | 978-950-701-313-3 | Los Trotajuegos                              | Aique                                                     |
| 1996 | 978-950-701-314-0 | Los Trotajuegos                              | Aique                                                     |
| 1996 | 978-950-701-315-7 | Los Trotajuegos                              | Aique                                                     |
| 1998 | 978-950-9003-57-6 | Trampolín                                    | Aique                                                     |
| 1999 | 978-950-701-166-5 | El Trébol azul 1                             | Aique                                                     |
| 2000 | 978-987-95661-2-1 | La aventura de la cooperación                | Inst. de la Coop./Fund. de Ed., Inv. y A.Técnica/IDELCOOP |
| 2000 | 978-987-95661-3-8 | La aventura de la cooperación                | Inst. de la Coop./Fund. de Ed., Inv. y A.Técnica/IDELCOOP |
| 2002 | 978-987-95661-4-5 | Cooperando somos mejores                     | Inst. de la Coop./Fund. de Ed., Inv. y A.Técnica/IDELCOOP |
| 2002 | 978-987-95661-5-2 | Cooperando somos mejores                     | Inst. de la Coop./Fund. de Ed., Inv. y A.Técnica/IDELCOOP |
| 2003 | 978-987-95661-6-9 | Cooperando somos mejores                     | Inst. de la Coop./Fund. de Ed., Inv. y A.Técnica/IDELCOOP |
| 2005 | 978-987-95661-8-3 | Entre todos, para todos                      | Inst. de la Coop./Fund. de Ed., Inv. y A.Técnica/IDELCOOP |
| 2007 | 978-987-95661-9-0 | Entre todos, para todos                      | Inst. de la Coop./Fund. de Ed., Inv. y A.Técnica/IDELCOOP |
| 2008 | 978-950-701-597-7 | La veredita 1                                | Aique                                                     |
| 2009 | 978-950-753-155-2 | Quién le puso el nombre a la luna?           | Puerto de Palos                                           |
| 2009 | 978-950-771-630-0 | A descubrir y conocer la magia de las letras | Cultural Librera Americana                                |
| 2011 | 978-950-701-598-4 | La veredita 2                                | Aique                                                     |
| 2011 | 978-950-701-599-1 | La veredita 3                                | Aique                                                     |
| 2012 | 978-987-668-494-1 | Osito Mimo, Â¡upalalá¡!                      | Guadal                                                    |
| 2012 | 978-987-668-502-3 | Osito Mimo aprende a hablar                  | Guadal                                                    |
| 2012 | 978-987-668-503-0 | Osito Mimo, tin ton tintero                  | Guadal                                                    |
| 2012 | 978-987-668-504-7 | Osito Mimo tiene una idea                    | Guadal                                                    |
| 2012 | 978-987-668-505-4 | Colección Osito Mimo                         | Guadal                                                    |
| 2013 | 978-950-753-280-1 | Quién le puso el nombre a la luna?           | Puerto de Palos                                           |
| 2013 | 978-987-1935-14-7 | Corchito va por el mundo                     | Estación Mandioca                                         |
| 2014 | 978-950-701-959-3 | Poemas con sol y son                         | Aique                                                     |
| 2015 | 978-987-1337-49-1 | Pepa y Bidú                                  | La Brujita de Papel                                       |
| 2015 | 978-987-1337-50-7 | Cucú-cucú la rana                            | La Brujita de Papel                                       |
| 2015 | 978-987-3681-27-1 | Pepa y Bidú                                  | La Brujita de Papel                                       |
| 2015 | 978-987-3681-28-8 | Cucú-cucú la rana                            | La Brujita de Papel                                       |

## Actuaciones como jurado
- 2013: Premios "Vivalectura".[11]

## Reconocimientos
- 1972: Mención de Honor en el Concurso de Obras Infantiles para TV, Buenos Aires, Canal 7, 1972.[12]
- 1972: Mención Concurso de Poesía, II Jornada Nacional de Literatura Infantil, Buenos Aires.[12]
- 1992/1994/1995: Premio "Sin anestesia, docentes por la libre expresión": "Caminos de Tiza"
- 1994: Premio Excelencia Educativa otorgado por ADEPRA, Buenos Aires.[6]
- 1997: Premio "Sindicato de trabajadores de la educación": Caminos de Tiza[6]